# Matilda Kulichová-Sutórisová
Matilda Kulichová-Sutórisová (23. ledna 1904 – 30. ledna 1975) byla slovenská a československá politička a poválečná poslankyně Ústavodárného Národního shromáždění za Demokratickou stranu.

## Biografie
V parlamentních volbách v roce 1946 se stala členem Ústavodárného Národního shromáždění za Demokratickou stranu. V parlamentu setrvala formálně do konce funkčního období, tedy do voleb do Národního shromáždění 1948.